# ۱۳۴۹ (قمری)
۱۳۴۹ (قمری)، هزار و سیصد و چهل و نهمین سال در گاهشماری هجری قمری است. اول محرم این سال برابر با بیست و نهم مه سال ۱۹۳۰ میلادی است.

## درگذشتگان
- میرزا یحیی مدرس اصفهانی،عالم، ادیب وصاحب دیوان اشعار با حدود شش هزار بیت شامل  مدیحه سرایی و اشعار آیینی

## وابسته
- مصباح‌الهدایة